# Vlag van Columbus (Ohio)

Vlag van Columbus

De vlag van Columbus is de officiële vlag van de stad Columbus (Ohio). Het huidige ontwerp is een gele, witte, rode verticale driekleur met het stadszegel op een blauw veld. Officieel is de vlag aangenomen in 1929, maar het is onbekend of de vlag ooit heeft gevlogen toen hij voor het eerst werd aangenomen.
De eerste vlag van de stad werd aangenomen in 1912. Het ontwerp bestond uit het zegel op een blauw veld. De tweede en huidige vlag verving deze vlag in 1929, maar een onofficiële vlag die leek op de vlag die officieel in de wetgeving was vastgelegd, kreeg meer bekendheid. In plaats van een gele, witte en rode driekleur was er een rode, witte en blauwe driekleur. Het is onbekend hoe deze vlag is ontstaan, maar nadat deze anomalie was ontdekt, begon de stad met het voeren van de juiste vlag.
De gele, witte en rode driekleur (officieel een verhouding van 1:2:1, maar vaak wordt er een verhouding van 1:2,3:1 van gemaakt om op de zegel te passen) is een verwijzing naar Spanje, dat de expedities van Christoffel Columbus naar Amerika financierde. Columbus, de naamgever van de stad, wordt ook genoemd in de buurt van het midden van de zegel, waar de Santa María, een schip van zijn vloot, is afgebeeld. Het schip is volledig omsloten door een cirkelvormige gele rand. Daaromheen is een schild gemodelleerd naar het ontwerp van de vlag van de Verenigde Staten, met 13 rode en witte strepen en 12 witte sterren (6 aan weerszijden van het scheepsontwerp) op een donkerblauwe achtergrond. De afmetingen van de stadsvlag van 10:19 zijn ook gerelateerd aan de vlag van de Verenigde Staten. In plaats van de verhoudingen direct te vermelden, schrijft de gemeentelijke verordening van Columbus voor dat de vlag dezelfde verhoudingen moet hebben als de vlag van de Verenigde Staten, die 20 bij 38 moet zijn (vaak vereenvoudigd tot 10 bij 19) in een presidentieel decreet van 1959 na de toelating van Hawaï tot de Unie. Bovenop het schild zit een arend met uitgestrekte vleugels, nog een voorbeeld van Amerikaanse symboliek. Achter de adelaar staat de koepel van het Ohio State Capitol gebouw, wat het belang van Columbus als hoofdstad van Ohio aangeeft. Net boven de koepel staat de tekst "Columbus, Ohio" in een geel Gotisch lettertype. Om alle bovengenoemde elementen van het zegel zijn 16 gele vijfpuntige sterren en een halve krans van buckeye-bladeren aangebracht. De adelaar grijpt zich vast aan een enkele gele ster, die samen met de 16 sterren staat voor Ohio als de zeventiende staat die toetrad tot de Unie. De buckeye-bladeren zijn een andere voorstelling van Ohio, omdat het de boom van de staat is. Het zegel, aangenomen in 1912, bevatte oorspronkelijk niet het blauwe veld. Op 9 december 1958 werd het hele embleem aangenomen als stadszegel. Oorspronkelijk werd het alleen beschouwd als het wapen. De officiële beschrijving van het zegel laat enige artistieke interpretatie toe en daarom zijn er verschillende versies van ontworpen.

## Historische vlaggen

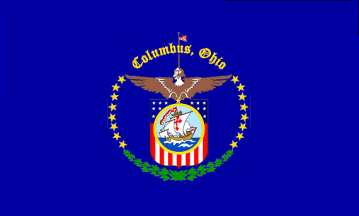
1912–1929
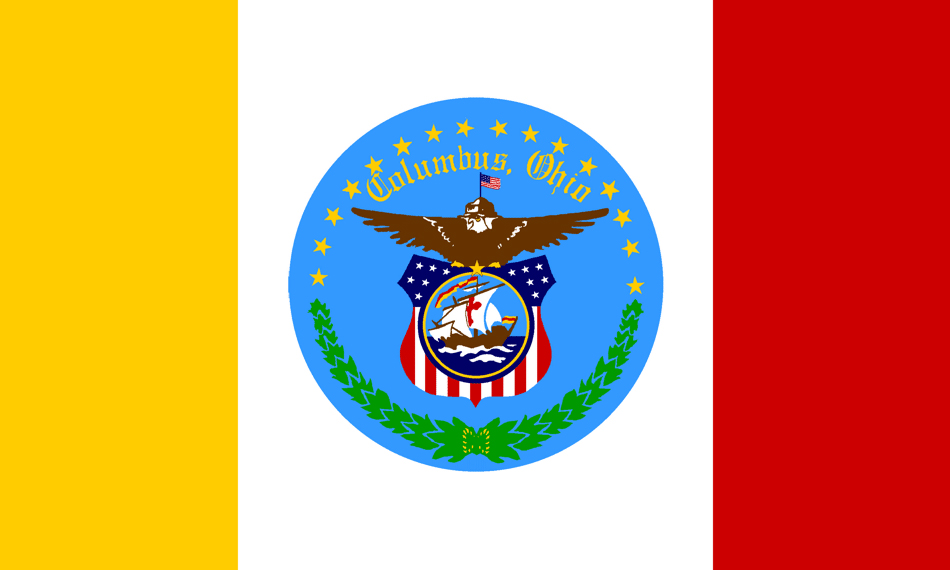
1929–1965
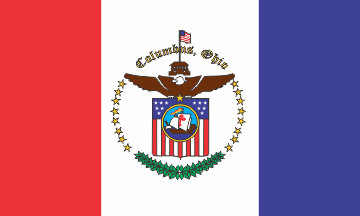
1965–1975